# Tomasz Sordyl
Tomasz Jan Sordyl (ur. 4 czerwca 1995 w Wadowicach) – polski aktor, były wspinacz sportowy. Od 2013 do 2019, członek Polskiej Kadry Narodowej PZA. Absolwent Lart StudiO w Krakowie. W 2023 roku rozpoczął studia w Akademii Sztuk Teatralnych w Krakowie. 

## Kariera
Do 2019 roku zrzeszony zawodnik IFSC. Trener umiejętności miękkich, zarządzania projektami i budowania zespołu. Wychowanek klubu Speed Rock Wadowice założonego przez Łukasza Świrka w 2011 roku. Od 5 maja 2017 startował w barwach sekcji wspinaczkowej KS Korona Kraków. Od stycznia 2018 roku reprezentant KU AZS PWSZ w Tarnowie.
Absolwent Akademii Wychowania Fizycznego w Krakowie, na kierunku Turystyka i Rekreacja o specjalności studiów magisterskich, Zarządzanie Projektami Outdoor (ang. Outdoor Project Management).
Założyciel organizacji studenckiej AWF Channel.
Producent filmowy, artysta, od 2018 roku, aktor krakowskiego teatru amatorskiego Ab Intra, funkcjonującego przy Nowohuckim Centrum Kultury w Krakowie. Autor, redaktor magazynu Taternik. Od 2016 roku, członek Young Society of Outstanding Professionals International (YSOP Int’l). Od 2019 roku, lider małopolskiego oddziału Klubu Lidera Rzeczypospolitej.

## Seriale
| Rok  | Tytuł             | Rola                   | Uwagi    |
| ---- | ----------------- | ---------------------- | -------- |
| 2023 | Na dobre i na złe | Asystent osoby głuchej | odc. 893 |
| 2023 | Na sygnale        | Kolarz - Felczak       | odc. 489 |

## Teatr
| Rok  | Spektakl                        | Rola             | Teatr          |
| ---- | ------------------------------- | ---------------- | -------------- |
| 2022 | Psi Patrol Live „Wielki Wyścig” | Understudy/Ryder | Alter Art Show |

## Wyniki w zawodach międzynarodowych[10]
| Data       | Nazwa zawodów                     | Miejsce                     | Pozycja | Kategoria             |
| ---------- | --------------------------------- | --------------------------- | ------- | --------------------- |
| 2013-06-08 | IFSC European Youth Cup (L, S)    | Edynburg (GBR)              | 3       | male juniors, na czas |
| 2014-09-19 | IFSC World Youth Championship (S) | Noumea, New Caledonia (FRA) | 13      | male juniors na czas  |

## Wyniki w zawodach krajowych[11][12]
| Data       | Nazwa zawodów              | Miejsce  | Pozycja | Kategoria          |
| ---------- | -------------------------- | -------- | ------- | ------------------ |
| 2015-10-03 | Puchar Polski SMJiJM (C)   | Toruń    | 2       | Mężczyźni, na czas |
| 2018-06-02 | Mistrzostwa Polski SiM (C) | Warszawa | 2       | Mężczyźni, na czas |
| 2018-09-28 | Puchar Polski SiM (C)      | Łódź     | 2       | Mężczyźni, na czas |
| 2018-09-28 | Puchar Polski 2018 SiM (C) | Polska   | 1       | Mężczyźni, na czas |